# Apollo Théâtre
Pour les articles homonymes, voir Apollo.
Ne pas confondre avec l'Apollo (Paris), rue du Faubourg-du-Temple.
Ne pas confondre l'Apollo Theatre (Paris), l'Apollo Theater situé à Manhattan ou  l'Apollo Theatre situé à Londres.
L'Apollo Théâtre (anciennement Théâtre le Temple) est une salle de spectacles parisienne située dans le 11e arrondissement, au 18 rue du Faubourg-du-Temple.

## Histoire et description

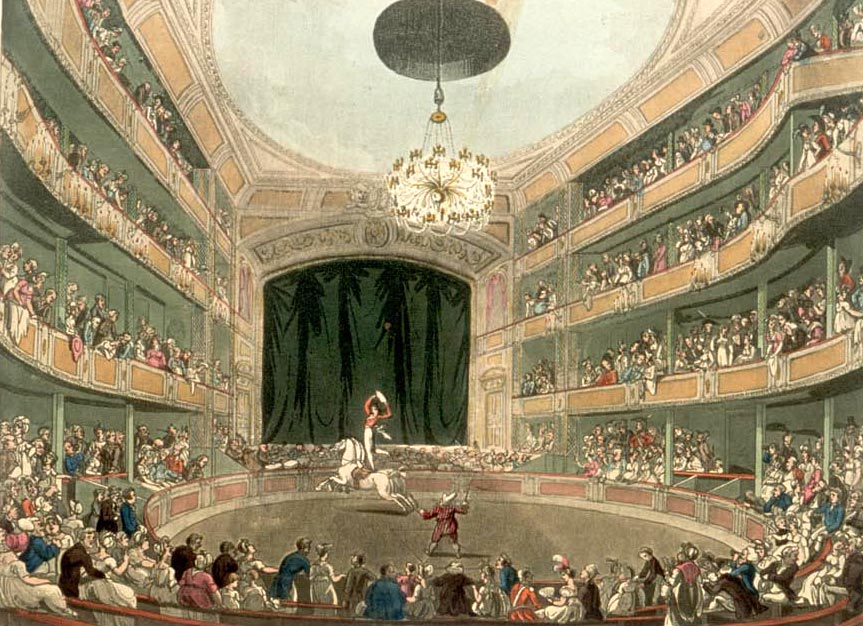
Représentation d'Astley en 1808-1811.

À cet emplacement fut fondée en 1782 par Philip Astley, ancien sous-officier de la cavalerie britannique, et son associé Antonio Franconi, le premier cirque permanent de Paris : l’Amphithéâtre anglais. On pouvait y voir des jeux équestres, des animaux dressés et des clowns. Après le départ d'Astley en 1793, Franconi lui succède, puis déménage en 1801 pour fonder le Cirque-Olympique.
La salle brûle en 1826 au cours d'une pantomime : L'Incendie de Salins. 
À partir de 1912, un cinéma de 500 places, le Consortium, est créé. Il cède la place en 1922 à un café-concert dénommé « Le Temple-Concert ».
Dès 1930, un nouveau cinéma coexiste avec le théâtre sous le nom de Templia. Il se maintiendra jusqu'en 2003, date de sa disparition, sous le nom de l'Action République, de Républic-Cinémas, de Reflet-Républic puis de Le République. On y projetait des œuvres d'art et d'essai et des courts métrages dans une salle unique de 350 places.
Le théâtre Le Temple réaménagé en quatre salles devient alors un plateau humoristique parisien, avec huit à dix spectacles par jour. Il a contribué à la découverte de nombreux artistes désormais reconnus : Omar et Fred, Clémentine Célarié, Jean-Luc Lemoine ou encore Tomer Sisley et Audrey Lamy. La programmation proposée alterne artistes confirmés et jeunes talents.
Le théâtre le Temple est devenu l’Apollo Théâtre en décembre 2014, il a été repris par les directeurs associés Philippe Delmas et Michel Tiberini. La direction du théâtre ainsi que sa programmation sont confiées à Majda Delmas Rida, le lieu axe sa programmation sur le stand-up, les comédies, le one man et woman show. Une place importante est réservée à la découverte de nouveaux talents. De nombreuses têtes d’affiches foulent la scène : Jean-Luc Lemoine, Anthony Kavanagh, Rachid Badouri, Jason Brokerss, Élodie Poux, etc. Il ouvre aussi ses portes à des humoristes américains tels que Dave Chappelle, Tom Segura, Aziz Ansari, T. J. Miller et le chanteur Mos Def. Pendant le confinement, l’Apollo Théâtre s’est démarqué par le streaming live interactif, un concept de streaming en direct qui permettait aux artistes d’être en interaction avec les gens chez eux. De nombreux médias ont parlé de cette prouesse dans le milieu de la culture tels que TF1, France 2, France 3, Canal+, BFM, RMC, Europe 1, France Bleu, et plusieurs supports papiers tels que le Figaro, Le Parisien, Stratégies, CB News, etc.[réf. nécessaire].